# Lucius Calpurnius Piso Frugi (consul en -133)
Pour les articles homonymes, voir Lucius Calpurnius Piso et Calpurnius Piso.
Lucius Calpurnius Piso Frugi est un homme d'État et historien romain.

## Biographie
En 149 av. J.-C., Lucius Calpurnius Piso Frugi est tribun de la plèbe. Il fait passer une loi nommée Lex Calpurnia de [pecuniis] repetundis créant un tribunal chargé des affaires de recouvrement de propriétés obtenues par extorsion.
En 136 av. J.-C., il est préteur.
En 133 av. J.-C., il est consul avec comme collègue Publius Mucius Scaevola. Il mène des opérations contre les esclaves révoltés en Sicile. Il punit le précédent commandant Caius Titius qui avait fui devant l'armée des esclaves et reprend le contrôle de quelques cités.
En 123 av. J.-C., il s'oppose aux ventes à la population de blé à bas prix proposées par le tribun de la plèbe Caius Gracchus.
En 120 av. J.-C., il est censeur.
Il a composé des annales qui sont perdues. Il doit son surnom Frugi à l'intégrité de sa conduite.